# M102 (obus)
O M102 é um canhão leve de 105 mm construído pelo exército dos Estados Unidos, desenvolvido durante a Guerra do Vietnã. Atualmente está no inventário de pelo menos uma dúzia de países.